# Сеара (Санта-Катарина)
Сеара (порт. Seara)  —  муниципалитет в Бразилии, входит в штат Санта-Катарина. Составная часть мезорегиона Запад штата Санта-Катарина. Входит в экономико-статистический  микрорегион Конкордия. Население составляет 17 545 человек на 2006 год. Занимает площадь 312,540 км². Плотность населения — 56,1 чел./км².

## История
Город основан 3 апреля 1954 года.

## Статистика
- Валовой внутренний продукт на 2003 составляет 532.853.741,00 реалов (данные: Бразильский институт географии и статистики).
- Валовой внутренний продукт на душу населения на 2003 составляет 31.235,93 реалов (данные: Бразильский институт географии и статистики).
- Индекс развития человеческого потенциала на 2000 составляет 0,832 (данные: Программа развития ООН).